# Le Livre noir du capitalisme
Le Livre noir du capitalisme és una obra col·lectiva de professors  i investigadors universitaris publicada el 1998 com una paròdia d'El llibre negro del comunisme (1997).
Aquest assaig no pretén només mostrar, sinó quantificar les víctimes del sistema econòmic en qüestió, expressant les contradiccions en el discurs anticomunista en relació amb la quotidianitat capitalista. La publicació es proposa fer això amb una sèrie de tòpics independents, encomanats a diferents escriptors, als quals se'ls donà carta blanca perquè escriguessen sobre qualsevol aspecte del capitalisme modern. Els temes abordats són el tràfic d'esclaus africans i les tragèdies socials portades per l'era de la globalització financera.

## Descripció
El Livre noir du capitalisme és una obra sobre aspectes essencials d'un model econòmic, d'una ideologia i d'una política que, d'acord amb els autors, han produït la injustícia, discriminació, desigualtat i exclusió social arreu del planeta. Els autors repten la noció que el capitalisme siga un estat natural de la humanitat, així com la idea que les seues catàstrofes siguen catàstrofes naturals, sense rostres i sense responsables, i hi argumenten la intrínseca responsabilitat d'institucions com ara Dow Jones i el FMI en aquests fets.
Coordinat per Gilles Perrault, l'assaig reuneix articles d'historiadors, economistes, sociòlegs, i sindicalistes com ara Jean Suret-Canale, Phillippe Paraire, Claude Willard, Pierre Durand, François Delpla, Robert Pac i Jean Ziegler. Cadascú tracta un aspecte del capitalisme: esclavitud, repressió, tortura, violència, robatori de terres i recursos naturals, divisió artificial de països, imposició de dictadures, embargaments econòmics, destrucció de les maneres de vida dels pobles i de les cultures tradicionals, devastació ambiental, desastres ecològics, fam i misèria.
Per a Gilles Perrault, l'adversari real del capitalisme és la multitud civil dins el procés capitalista. Afirma que aquest sistema econòmic es desenvolupà gràcies a les multituds deportades d'Àfrica cap a Amèrica com a mà d'obra esclava, pels soldats sacrificats a les trinxeres de les grans guerres del segle xx, pels torturats fins a la mort en les cel·les dels "gossos de guàrdia del capitalisme", pels afusellats en la dictadura franquista de l'estat espanyol i també durant l'alliberament d'Algèria, pels centenars de milers massacrats a Indonèsia, i per aquells que van ser quasi exterminats, com els autòctons d'Amèrica, i els que foren sistemàticament assassinats a la Xina per a garantir la lliure circulació de l'opi.
Segons el Llibre negre del capitalisme la revolta de qui ha vist la seua dignitat negada representa el major perill per al manteniment de l'statu quo capitalista. La publicació refereix que la insatisfacció social resultant de la marginalitat a la qual el Tercer Món és sotmés es queda amb la insatisfacció dels condemnats a pagar els interessos d'un deute que serveix per a enriquir els seus governants, i generen el darrer oponent d'aquest sistema econòmic.

### Apèndix
L'apèndix del llibre subministra una llista incompleta de víctimes atribuïdes al sistema capitalista del segle XX per l'editor. La llista -que inclou les guerres motivades per interessos capitalistes- considera un nombre d'uns 58 milions de morts en la Primera i la Segona Guerres mundials, a més a més dels morts en les guerres colonials, repressions anticomunistes, conflictes ètnics, víctimes de fam i desnutrició, fins a un muntant de 106 milions de morts atribuïbles al capitalisme aquell segle.

## Autors
Publicat per Gilles Perrault, l'obra conté assaigs de col·laboradors, com ara: Caroline Andréani, François Arzalier, Roger Bordier, Maurice Buttin, François Chesnais, Maurice Cury, François Delpla, François Derivery, André Devriendt, Pierre Durand, Jean-Pierre Fléchard, Yves Frémion, Yves Grenet, Jacques Jurquet, Jean Laïlle, Maurice Moissonnier, Robert Pac, Philippe Paraire, Paco Peña, André Prenant, Maurice Rajsfus, Jean Suret-Canale, Subhi Toma, Monique i Roland Weyl, Claude Willard i Jean Ziegler. El llibre va ser traduït a altres llengües, com ara toscà i txec.